# Час розплати
«Час розплати» (Оригінальна назва — «Гонорар» (англ. Paycheck) — науково-фантастичний бойовик 2003 року режисера Джона Ву. У головних ролях Бен Еффлек, Ума Турман, Аарон Екгарт.

## Сюжет
Майкл Дженнінґс (Аффлек) — фахівець із реверс-інжинірингу, якому регулярно стирають пам'ять після роботи над таємними проектами. Майкл бере участь у проекті свого старого знайомого Джеймса Ретріка (Екгарт), генерального директора компанії Allcom. Йому доведеться працювати три роки у закритому комплексі Allcom в обмін на акції компанії з мінімальною вартістю в понад 90 мільйонів доларів, після чого Майкл може спокійно піти на пенсію молодим. Він зустрічає й закохується в докторку Рейчел Портер (Турман), біологиню Allcom. Але, пропрацювавши там три роки, Майкл прокидається, нічого про них не пам'ятаючи, і дізнається, що відмовився від своїх акцій, які коштують 92 000 000  доларів. У нього залишається лише конверт із предметами, які належали йому, коли він прибув у комплекс. По мірі розвитку сюжету Майкл починає розуміти, що відмовився від багатства, щоб привернути свою увагу до вмісту конверта…
Незабаром Майкл дізнається, що його з невідомих причин переслідують служба безпеки Allcom, а також ФБР. Використовуючи предмети в конверті, Дженнінґсу вдається вибиратися з різних скрутних ситуацій і криз.
Незабаром він дізнається, що останні три роки розробляв особливу лінзу для огляду майбутнього, теоретичну основу для якої розробив фізик Вільям Деккер (Серж Хауда), убитий агентами Allcom. Побудувавши машину, Дженнінґс зазирнув у майбутнє і побачив свою смерть від кулі. Він також дізнається, що машина може видавати пророцтва (наприклад, машина пророкує чуму, руйнівну війну, людські дії, викликані машиною, призведуть до занепаду людства. У відчаї Дженнінґс використовує машину, щоб спробувати уникнути своєї загибелі і знищення свідомості. Але через тривалу ізоляцію в комплексі Allcom він міг тільки залишити собі конверт із нічим не примітними предметами.
Дженнінґс і Портер тікають після того, як снайпер ФБР убиває Ретріка кулею, призначеною для Дженнінґса. Майкл ламає машину перегляду майбутнього й вона вибухає, вбивши Вульфа.
Наприкінці фільму Дженнінґс виявляє у клітці з птахами Рейчел виграшний лотерейний квиток на 90 000 000 доларів.

## У ролях
| Актор             | Роль                       |
| ----------------- | -------------------------- |
| Бен Аффлек        | Майкл Дженнінґс            |
| Аарон Екгарт      | Джеймс Ретрік              |
| Колм Фіоре        | Джон Вульф                 |
| Ума Турман        | докторка Рейчел Портер     |
| Пол Джаматті      | Коротун                    |
| Джо Мортон        | агент ФБР Додж             |
| Майкл Голл        | агент ФБР Клайн            |
| Пітер Фрідман     | генеральний прокурор Браун |
| Крістофер Кеннеді | доктор Стівенс             |
| Івана Миличевич   | Майя                       |
| Кетрін Морріс     | Рита Данн                  |

## Реакція критики
Час розплати був негативно сприйнятий більшістю кінокритиків.
Rotten Tomatoes видав фільму оцінку в 27 %, ґрунтуючись на 153 рецензіях, із середнім рейтингом 4.7 з 10.
Metacritic на основі 34 оглядів оцінює фільм на 43 бали зі 100.
Скотт Тобіас з The AV Club позитивно оцінив картину, назвавши її «розумним трилером» з «прекрасним почуттям часу і ритму.»

## Цікаві факти
- У фільмі присутні кілька незмінних елементів фільмів Джона Ву, включаючи два «мексиканських протистояння», появу голубів та відображення людей у дзеркальних поверхнях.
- Персонаж Бена Аффлека мав бути фанатом бейсбольної команди «Нью-Йорк Метс» (варіант — «Нью-Йорк Янкіз»), але актор, уболівальник «Бостон Ред-Сокс», переконав режисера змінити команду, згадувану в сюжеті.
- Використати «мексиканську дуель» («мексиканське протистояння», де перемагає найвитриманий, а не лише швидкий стрілець) попросив Бен Аффлек, якому сподобалися подібні сцени в інших фільмах Джона Ву: «Найманий убивця», 1989, та «Круто зварені», 1992.
- На роль Майкла Дженнінгса спочатку розглядався актор Метт Деймон, але той відмовився, вважаючи фільм надто схожим на «Ідентифікацію Борна», 2002.
- Фільм став кінодебютом актора Майкла Голла (агент ФБР Клайн) — виконавця головної ролі в телесеріалі «Декстер» (2006—2014).
- У фільмі Дженнінгс відправляє собі 20 предметів, в однойменному оповіданні Філіпа Діка — лише сім.
- У фільмі 2003 року «Ред-Сокс» грають у Світовій серії, фіналі чемпіонату Головної бейсбольної ліги, — наступного 2004 року команда дійсно грала у фіналі. У фільмі вона програла «Суперкубок», насправді — виграла в команди «Сент-Луїс Кардиналс».
- Дженнінгс отримав $ 526 000,19 за розробку голо-монітора.
- Усі виконавці головних ролей зіграли персонажів із «Всесвіту Людини-Кажана» компанії DC: Бен Аффлек — Бетмен («Бетмен проти Супермена: На зорі справедливості», 2016), Аарон Екхарт — Дволикий («Темний лицар», 2008), Ума Турман — Отруйний Плющ («Бетмен і Робін», 1997). Голосом Майкла Голла говорить Бетмен в анімаційному фільмі «Ліга Справедливості: Боги і монстри» 2015 року.
- В автосалоні персонаж Аффлека обирає мотоцикл BMW R1150 Rockster модель 2003 року.
- Актриса Кетрін Морріс, виконавиця ролі Рити Данн, у 2002 році зіграла роль у фільмі за оповіданням Філіпа Діка — «Особлива думка».